# Gina Haspel
Gina Cheri Walker Haspel (Ashland (Kentucky), 1 oktober 1956) is een Amerikaans ambtenaar. Ze was de directeur van de Central Intelligence Agency (CIA) (2018-2021) onder president Donald Trump. Zij was de eerste vrouwelijke CIA-directeur die deze post op permanente basis bekleedt.
Haspel heeft een aantal prijzen ontvangen, waaronder de George H. W. Bush Award voor excellentie in contraterrorisme, de Donovan Award, de Intelligence Medal of Merit, en de Presidential Rank Award. Ze werd bekritiseerd vanwege marteling die plaatsvond tijdens haar loopbaan bij de CIA en voor betrokkenheid bij het vernietigen van documenten van dergelijke martelpraktijken.
Souers ·
Vandenberg ·
Hillenkoetter ·
Bedell Smith ·
Dulles ·
McCone ·
Raborn ·
Helms ·
Schlesinger ·
Walters ·
Colby ·
Bush ·
Knoche ·
Turner ·
Casey ·
Gates ·
Webster ·
Kerr ·
Gates ·
Studeman ·
Woolsey ·
Studeman ·
Deutch ·
Tenet ·
McLaughlin ·
Goss ·
Hayden ·
Panetta ·
Morell ·
Petraeus ·
Morell ·
Brennan ·
Park ·
Pompeo ·
Haspel ·
Cohen ·
Burns ·
Sylvester ·
Ratcliffe ·